# 2004年超级女声
2004年，中國湖南衛視首次舉辦超級女聲比賽，比賽共分成都、南京、武漢、長沙4個唱區進行，每個唱區的冠亚军可以进入决赛。该节目受欢迎程度甚高，被《新周刊》评为“年度创意TV秀”。（页面存档备份，存于）

## 重要事件
成都唱區的出色選手紀敏佳在與對手張含韻進行的PK賽中失利，止步唱區三強，憤然離場。此事引發她的支持者與張含韻的支持者之間連番罵戰。一年后，再次參加超級女聲比賽的她取得全國第五名的成績。
作为模仿美国偶像的首个知名节目，本节目一经推出已经相当受欢迎，央视的梦想中国节目就是在本节目已经相当火爆的8月25日宣布推出的。（页面存档备份，存于）

## 比赛结果

### 分唱區比賽
| 唱区     | 冠军     | 亚军   | 季军   |
| 成都唱区 | 王媞     | 张含韵 | 尹婷婷 |
| 南京唱区 | 安又琪   | 张玥   | 刘宁   |
| 武汉唱区 | 孙一卜   | 陈文娅 | 郭娟   |
| 长沙唱区 | 丁香晓晓 | 杨暘   | 张琛   |

### 总决赛
各唱区冠亚军进入决赛，南京唱区亚军张玥因故不能参加决赛，故共有七名选手进入决赛。成绩如下：
- 安又琪  冠军
- 王媞  亚军
- 张含韵  季军
- 丁香晓晓 第四名
- 孙一卜 第五名